# Escaravelho-sagrado
O escaravelho-sagrado (Scarabaeus sacer) é um besouro da subfamília dos escarabeíneos, proveniente da região do Mediterrâneo.
Os escaravelhos, com inscrições gravadas na sua carapaça, ou objetos com forma de escaravelhos, constituíam amuletos muito populares no Antigo Egito. Na mitologia egípcia, o escaravelho sagrado estava relacionado com deus Khepri (chamado também de Kefri), responsável pelo movimento do sol, arrastando-o pelo horizonte; no crepúsculo, o sol (ou o deus Rá) morria, e ia para o outro mundo (representado pelo oeste); depois, o escaravelho renovava o sol no amanhecer. 
Khefri muitas vezes é representado como um escaravelho, ou como um homem com cabeça de escaravelho. Da mesma forma, os escaravelhos-do-esterco, da família Scarabaeidae, ao fazerem bolas de excrementos de que se alimentam e onde depositam os seus ovos que darão origem a larvas que também aí se alimentarão e desenvolverão, eram vistos como um símbolo terreno do ciclo solar. Tornaram-se, assim, símbolos iconográficos e ideológicos incorporados na sociedade do Antigo Egipto. A inscrição do nome do rei em escaravelhos, ao associar o carácter sagrado do cargo do faraó ao simbolismo sacro destes animais, foi determinante para o estabelecimento das listas destes reis já que, em alguns casos, constituem a única prova documental da sua existência.

## Sinonímia zoológica
A espécie tem ainda sido identificada por vários autores por outros nomes científicos como:
- Scarabaeus aegyptiorum[3][4]
- Ateuchus aegyptiorum Latreille, 1827
- Canthigaster papua (Bleeker, 1848)

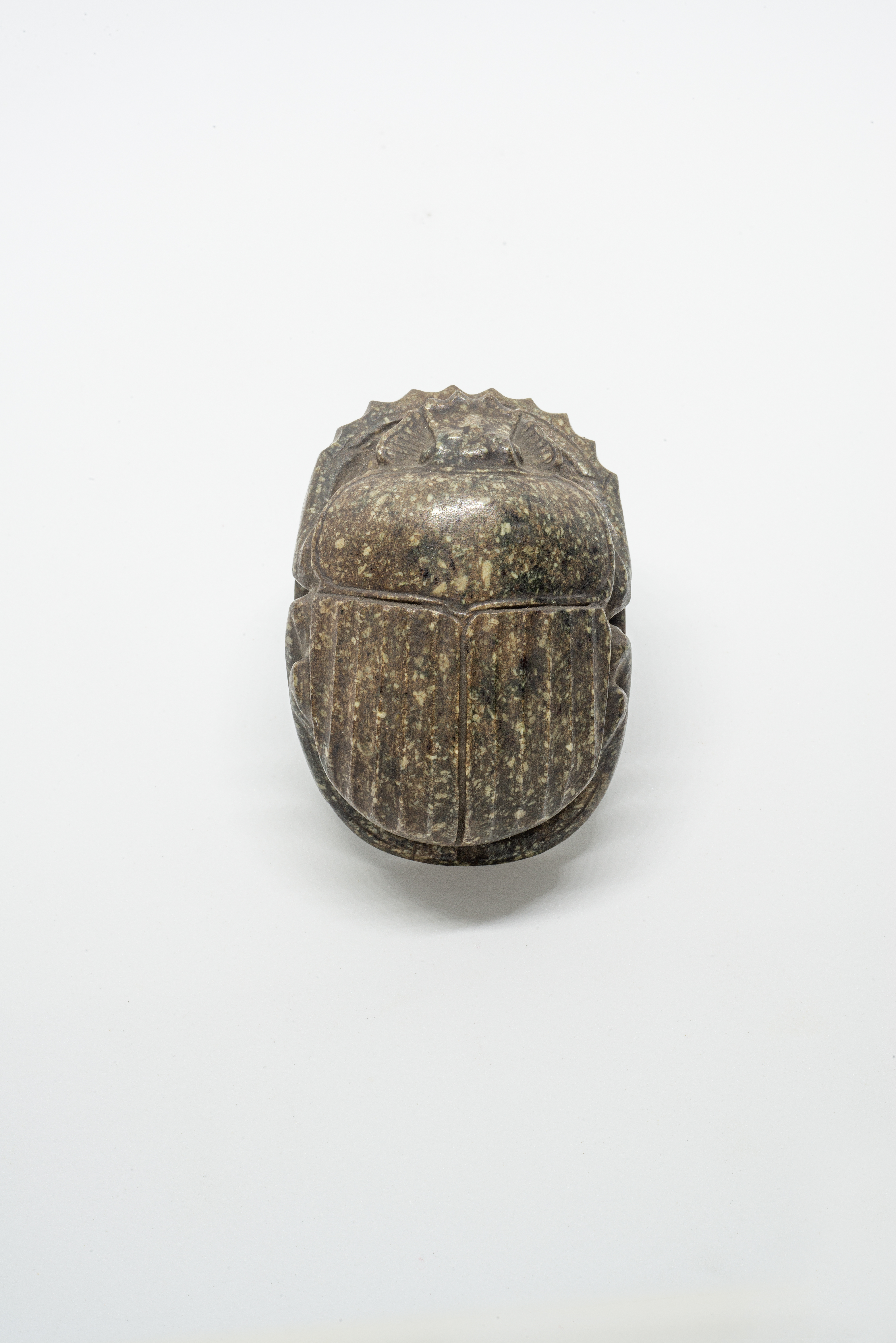
Escaravelho coração da Casa Museu Eva Klabin

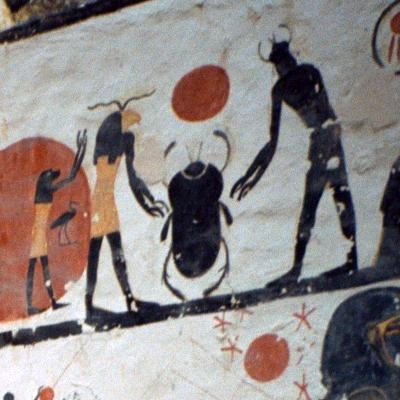
Um escaravelho sagrado, representado numa das paredes de uma tumba (KV6) no vale dos Reis.

- Kheper aegyptiorum (Latreille), 1827
- Scarabaeus corinthinus Fairmaire, 1887
- Scarabaeus cuprescens Gillet, 1907
- Scarabaeus fulgidus Gillet, 1907
- Scarabaeus nigricans Gillet, 1907
- Scarabaeus purpurascens Gestro, 1895
- Scarabaeus stigmaticus Fairmaire, 1887
- Scarabaeus thomsoni Waterhouse, 1885

## Escaravelho coração
O escaravelho coração pertence a uma categoria especial de amuletos funerários. Foi criado pelos egípcios como uma  forma mágica de garantir a absolvição do morto quando este se apresentasse ao tribunal dos mortos, depondo a seu favor no momento da pesagem da alma diante do Tribunal de Osíris. Esse tipo de amuleto era colocado entre as bandagens, no lugar do coração da múmia ou sobre seu peito. Deveria ser feito de uma rocha especial de coloração verde-escura, conhecida como nemehef, geralmente jaspe ou basalto. 

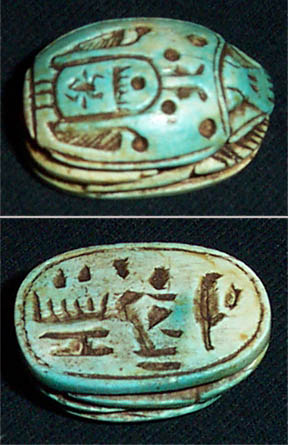
Um escaravelho sagrado esculpido em um amuleto de faiança - aproximadamente em 550 d.C.

A coleção egípcia da Casa Museu Eva Klabin possui um exemplar de escaravelho coração, datado da Baixa Época (654-332 a.C.).